# ヒーローバンク
『ヒーローバンク』（HERO BANK）は、2014年3月20日にセガから発売されたニンテンドー3DS用ゲームソフト。ゲームの他、漫画、テレビアニメ、アーケードゲーム、トレーディングカードゲームなど多角メディアで展開された。
本項では2014年11月27日に発売された続編『ヒーローバンク2』の解説も内包する。

## 概要
セガの新規IPによる男児向けホビーコンテンツで、ゲーム版はその中核を成している。コンテンツタイアップは主に小学館の『コロコロコミック』が行う。
テーマは「バトル&マネー」で、ゲームシステムだけでなく世界観構築の面でも「金儲け」が作品の核となっている。製作総指揮は『龍が如く』シリーズなども手掛ける名越稔洋が務める。『龍が如く』と同様、本作品でも実名の企業や公共機関とのタイアップが行われており、作中に登場するアイテム（ヒーロー着）にも各タイアップ団体をモチーフにしたものが登場する。

## あらすじ
ヒーローバンク
小学5年生の豪勝カイトは、「バンクフォンG」を用いてヒーローに変身し、ヒーロー同士の格闘技「ヒーローバトル」の優勝賞金を稼ぐために奔走し、ヒーローバトル最大の大会「勝堀ヒーローウォーズ」に参加する。予選を順調に勝ち進み、本選出場をかけた決勝が始まるが、かつてのカイトの親友・天野ナガレがマネーゴーストに寝返り、レアヒーロー着「ザ・ドミニオン・ダラー」を装着してライバルとして立ちはだかる。圧倒的なパワーに敗北し、本選出場も絶望的となったカイトだったが、その後銭念と呼ばれる男性からヒーロー着「エンター・ザ・ゴールド」を手渡される。しかし、契約金として100億円の借金を背負ってしまう。
ヒーローバンク2
カイト達が安立の野望を阻止してから2か月後。世界に平和が戻ったのもつかの間、勝堀町に謎の集団「七服神」（しちふくじん）が現れ、日本各地を次々と制圧していった。カイトは「エンター・ザ・ゴールド」で七服神に挑むも歯が立たずに敗北し、それと同時にナガレも行方不明になってしまう。落ち込んでいたカイトだが、総理大臣・永田無作から「安立事件を解決した君に日本を救ってほしい」という特命を受ける。政府からのバックアップと引き換えに背負ってしまった借金1兆円と共にカイト、新たな仲間の桜田セキト、豚のような生き物のブーチョッキンの3人は七服神打倒のために旅立つのだった。

## 登場人物
- 解説文の冒頭に番号が記載されている場合は、下記の通り。
  - 【1】 - ゲーム版『ヒーローバンク』1作目およびアニメ版『ヒーローバンク』第1話 - 第26話における解説。
  - 【2】 - ゲーム版『ヒーローバンク2』およびアニメ版『ヒーローバンク』第27話以降における解説。

ゲーム、漫画、アニメの展開はどれも微妙に異なる。
- 数字が無い場合は、基本的には【1】から登場している人物。
- ファイトレーダーのキャラは声優の下に装着するヒーロー着を記載している。

### ガッポリカンパニー
ヒーローバトル好きなメンバーで構成された会社（を真似たお手伝いサークルのようなもの）。勝堀小学校5年の同じ組にいる男子小学生4人で構成されている（後に龍里千が一時的に「副社長」に就任した）。
豪勝カイト（ごうしょう カイト）
声 - 三瓶由布子、水野麻里絵（アニメ版、第27話 - 第31話）
- 【1】つっぱり大将軍、エンター・ザ・ゴールド、エンター・ザ・スピード、エンター・ザ・ヒーロー
- 【2】エンター・ザ・プライズ、プライズ・￥・ドラゴン、ジ・エンドル・ミリオン（ナガレとの合体ヒーロー着）

本作の主人公。「ガッポリカンパニー」社長。リーゼント髪に赤い服が特徴。ある日突然襲った不幸により100億円の借金を背負うハメになってしまった小学5年生の少年。借金返済のため、「円」のレアヒーロー着「エンター・ザ・ゴールド」を装着し、勝利報酬アリなサイバーチック格闘競技「ヒーローバトル」を始めとしたカネ稼ぎに邁進する。
【1】では借金返済の途中、敵になってしまった親友・ナガレを元に戻し、彼のバックにいたマネーゴースト（安立純守）の計画を打ち砕いた。
【2】では日本を占拠した七服神が歪めてしまったヒーローバトルを取り戻したいとの思いから、永田総理の特命を請け負い、日本中を駆け巡る。
アニメ版では、洗井ドロンによって自慢のリーゼントをモヒカンに変えられたり、電脳空間で漂流した後遺症で一時的に性格が混乱し、リーゼントを普通の坊っちゃんヘアーにした事もある。
天野ナガレ（あまの ナガレ）
声 - 神谷浩史
- 【1】スナイプスイーパー
- 【2】ザ・ドミニオン・ダラー→ジャスティス・ダラー（ザ・ドミニオンダラー改）、コズミック・＄・ドラゴン、ジ・エンドル・ミリオン（カイトとの合体ヒーロー着）

ガッポリカンパニーの「なんでも部長」にしてカイトの大親友。ジンクスは信じない主義。【1】における動向については#マネーゴーストとゴールドフォースの節を参照。
【2】では七服神の決起に巻き込まれ、消息不明になってしまう（ヒカリの話では、電脳空間に長期間滞在していたため体がデータ化しやすくなっており、差押えの塔にデータとして吸収されてしまったのではと推察されている）。その後沖縄でカイト達と再会し七服神との戦いに身を投じる。
アニメでは沖縄シュッチョー以降、ナゾのお掃除仮面「ジャスティス☆スター」としてカイトたちの前に現れる（カイトはしばらくの間ナガレ本人だと全く気付かなかったが、ミツオとフクタにはバレている）。なぜ助かったのかは七服神・氷室の節で詳述する。ジャスティス☆スターとして戦う際にはハタキや布団叩きを駆使している。なおジャスティス☆スターのコスチュームを見たミツオとフクタのコメントは「壊滅的にダサいセンス」。
【1】では眼鏡をかけていたが、【2】では裸眼で登場。なかなかの美少年で、アニメでは（仕方なく）女装まで披露したこともある。
財前ミツオ（ざいぜん ミツオ）
声 - 沢城みゆき
- ゲームキピコピコ

カイトと同じ学校に通うメガネにカリアゲヘアの「メガネくん」。ガッポリカンパニーでは「専務」としてゲームでのチャプターの冒頭およびアニメのアバンタイトル（不定期）で「ガッポリカンパニー業務日誌」と称し、これまでのあらすじをナレーションしている。勉強が大得意であり、「ヒーローバトル」では豊富な知識を使ってカイトに様々なアドバイスをくれるほか、電脳空間に侵入してハッキングまでやってのける少年。
【2】では世界を救ったガッポリカンパニーの人気を維持し、会社を更に発展拡大していきたいという思いがあり、若干カネに固執する傾向が強くなっている。
兼丸フクタ（かねまる フクタ）
声 - 中井和哉
- チャツミネコ

ガッポリカンパニー「お告げ部長」。語尾に「〜ケド」と付けるクセがある。超強力な運を持ち、カイトに「お告げ」と称して手を貸す少年。いつも「プラチナ」という予言（フクタは「お告げ」と呼んでいる）ができる白いネズミと一緒に行動している。プラチナが傷つけられたりすると激昂し、その際の彼の言動もヤンキーになるが、アニメではその描写は描かれていない。
アニメ版【2】では女の子に惚れっぽく甘い傾向が強くなっている。

### ガッポリカンパニーの協力者・関係者
銭念（せんねん） / 銭井謙一（ぜにい けんいち）
声 - 銀河万丈
- ロックモンク

自らを「ハードボイルド僧侶」と称する壮年男性。サングラスをかけた無精ヒゲの風貌で、「ドゥフフ」と怪しく笑うクセがある。自分のヒーロー着「ロックモンク」も持っている。本名は「銭井謙一」で、かつてはヒーローバンク社のエンジニアで元社員だった。【1】ではカイトが100億の借金を作ってしまった理由に深く関わり、マネーゴースト（安立）の野望を阻止するためにヒカリと協力して行動。アニメではマネーゴーストによりナガレの存在をゼロにするデータハッキングが行われた際、彼がクラッキングを行ったため、ガッポリカンパニー社員は影響を受けずに済んだ。【2】では主にストーリー上の要所でカイトたちに状況を説明する。
豪勝アイ（ごうしょう アイ）
声 - 桑島法子
- 【2】ユキダルマー（アニメではピンクを主にしたカラーになっている）

中学2年の少女。雪だるまの髪飾りがトレードマーク（アニメと漫画では彼女の態度によって雪だるまの髪飾りの表情が変わる）。カイトの姉であり、幼少時に両親を亡くしたカイトにとっては母親に限りなく近い存在。「雪だるま式にやばい！」が口ぐせ。家計を切り盛りするうちに（少々度が過ぎた）節約生活を実行するようになった。いつもは優しいが怒ると誰にも止められない。学校などでは「ダブルフェイスのアイ」と呼ばれ影の総番長的存在とされているらしい。
【2】ではヒーロー着を装着して戦う機会がある。ゲームでは自主的にヒーローバトルを始め、アニメでは沖縄を占拠する七服神・不奇見笑矢の使う「リゾートウイルス」で「マネーゾンビ」化して思うままに操られてしまい、ユキダルマーにシューショックしてカイト・セキトコンビと戦ったり、電脳霊界に落ちたカイトを救出するためにヒーロー着を装着し仲間たちと共に戦った。
豪勝蔵安（ごうしょう ぞうあん）
声 - 島田敏
カイトとアイの祖父。相当の高齢だが頭はまだまだしっかりしており、ネットビジネスで二人を幼い頃から養い育ててきた。怒ったり驚いたりすると入れ歯がスッポ抜け、フガフガとしかしゃべれない。
宝乃ヒカリ（たからの ヒカリ）
声 - 小松由佳
ヒーローバトルの興行・運営を始めとした多角経営企業体「ヒーローバンク社」の女性エンジニア。
銭念や安立とはヒーローバンク社で同僚だった時代があり、その流れで安立の陰謀にいち早く気付き、銭念と共同で安立の動向を追っている。
「世界の上書き」発動後は銭念と共にガッポリカンパニー社員達のナガレ奪還作戦をサポートした。
立場的に状況の説明役になることが多く、そのことからたまにカイトから「説明おばさん」と呼ばれて憤慨する。
カイトの両親
声 - 檜山修之（カイトの父）、皆口裕子（カイトの母）
- つっぱり超将軍（父親）、ボーダースノウ（母親）

カイトとアイが幼い頃に事故で逝去。カイトは当時まだ幼かったため、両親の記憶が殆ど無い。長らくカイト家の居間に飾られた写真立てに収められた在りし日のツーショットでしか登場せず、顔も光で隠れていたが、後述する出来事があった時に顔が明かされ、父親はカイトに、母親はアイに風貌が似ている事が判った。
死後は残留思念のような存在で電脳霊界に留まっており、【2】でカイトが事故で電脳霊界に落ちて来た時には電脳霊界の管理人“ 丹波ケツ郎 ”・“ 丹波ケツ子 ”と称し、ヒーロー着の怨霊に襲われていたカイトを救い、家にもてなす（霊界の掟で顔もお面で隠していたので鈍いカイトは気付かなかった）。その後、救出に来たセキトが二人を悪霊と誤解。一悶着あったがバトル後に正体を明かし、光の粒となりどこかへと消えていった。
実は本来、霊界でカイトに力を与えてチョージョージョーさせるつもりだったが父親はすっかりそれを忘れており、少し後に恐夜マーサを依り代にして現世にやってくる。そしてバトル中のカイトにプライズ・￥・ドラゴンを託した後、再び霊界へと還っていった（アニメ版ではこの後二人とも気軽に何度も現世にやってくるようになった）。

### マネーゴーストとゴールドフォース
天野ナガレ（あまの ナガレ）
声 - 神谷浩史
- ザ・ドミニオン・ダラー、ジャスティス・ダラー（オリジナル）

カイト最大のライバルファイトレーダー。「ゴールドフォース」のリーダーとして「ドル」のレアヒーロー着「ザ・ドミニオン・ダラー」を装着して戦う。マネーゴーストと「契約」を取り交わし、ゴージャスな風貌のクールボーイに豹変した（一人称は基本的には「ボク」だが、豹変した後は「オレ」も使っている。メガネも外し、裸眼になっている）。
アニメではガッポリカンパニーを立ち上げるとき社長に立候補したのだが、カイトが強引に始めた社長の座を賭けたヒーローバトル戦に負け「なんでも部長」に指名された。このことで心の奥底に残った「しこり」やカイトの持つ強さへの「憧れ」が徐々に彼を蝕み、最終的にカイトを超える「力」を求めてマネーゴーストと契約した。「契約」後はマネーゴーストが何らかの方法で「世界の上書き」（に使う予定のデータハッキング技術）を行い、銭念によるクラッキングで影響を受けなかったガッポリカンパニー社員以外は誰も「天野ナガレ」という存在自体を忘れ去っている。
漫画版では父親が会社の社長を務めるほど家族は金持ちだったが、突然倒産してしまい家庭崩壊の状態に陥ってしまう。しかしカイトが100億円の借金を背負っているにもかかわらず笑顔でいられることに嫉妬とコンプレックスを覚えたためマネーゴーストと契約した。
以後はマネーウォーズの意思代行者として勝堀ヒーローウォーズで勝ち続け、カイトに敗れた他のゴールドフォースメンバーを次々と「リストラ」（#ゲームシステム・用語参照）を執行。進出した決勝戦で長年の鬱屈した感情を爆発させカイトを窮地に追い込むが、最終的にはカイトとガッポリカンパニー社員たちの「彼を救いたい」という熱い思い（ガッポリカンパニーの仕事でコツコツためた軍資金を全額バトルマネーポイントに変換）がこもった必殺技・ミギカタアガリアッパーを見まわれ敗北し、病院に搬送された。治療中に病室へ現れたマネーゴーストにより、敗北感により極限にまで「負のエネルギーが極限にまで高まったココロ」を利用され、「世界の上書き」執行のために作られたヒーロー着「ジャスティス・ダラー」のシステムに取り込まれ「デバイス」の一部になってしまったが、カイトにより助けられる。
デボラ貴崎（デボラ きざき）
声 - 置鮎龍太郎
- バロン・ザ・ユーロ

「ゴールドフォース」の一員。マイペースな性格で、金を何よりも愛する。ヒーローバトルではユーロのレアヒーロー着「バロン・ザ・ユーロ」を装着する。「キラッ!」が口癖。
アニメでは近年急速に業績を伸ばした企業「サイバーエンペラー」の社長として勝堀区に進出、勝堀湾岸に工場を作って廃液を垂れ流し魚を激減させたり、キンテツの住む「くろがね町」を無理やり地上げし「デボラシティ」なるアミューズメントパークシティに作り変えようとするなど数々の強引なプロジェクトを推し進めた。ヒーローバトルの実力も相応にあり、カイトも一度は完膚無きまでに敗北を喫している。
その後エンター・ザ・スピードへのテンショック能力を覚醒させたカイトに負け、マネーゴースト（アニメ版ではナガレ）によって全資産をゼロにされてどこへともなく姿を消したが、「世界の上書き」が発動した際に銭念の元に忽然と現れてギャラと引き換えにアンダーバンクの情報を教えた。
【2】では『七服神』傘下のトレーダーとして登場。バロン・ザ・ユーロをボーソー着へ改造。新たな会社『サイバーミソロジー』を設立し、ボーソー着に関わっている様子。
龍里千（ロン リーチ）
声 - 藤村歩
- ザ・ムゲン・ウラドラ

「ゴールドフォース」の一員で、メンバーの中では一番幼く見えるが、卓越したカンフーを駆使し敵を確実に倒す。風水にも詳しい模様。ヒーローバトルでは元のレアヒーロー着「ザ・ムゲン・ウラドラ」を装着する。漫画版では武闘家の父がいる。
アニメでは「地上げに遭い建て壊された祖父のカンフー道場を再建する資金を稼ぐために勝堀ヒーローバトルに参加した」という名目でカイトに近づき、勝堀小学校のカイトのクラスに転校してくる。やがてカイトと親しくなり気に入られ、ガッポリカンパニーの副社長になる。しかしこれらは全てマネーゴーストの命令によるスパイ行為の一環だった（具体的な方法の立案はナガレによるもの）。銭念がこの事実をガッポリカンパニー社員たちに知らせたことにより正体を明かし彼らの元を去るが、それでもカイトが自分を信じて接触をしてくるうち、口では否定するものの、演技のはずだった仲間への熱い思いに心が揺さぶられる。
カイトとの本選バトルにおいて、マネーゴーストが密かに仕掛けていたムゲン・ウラドラへの遠隔操作モード発動でカイトにダーティなファイトをしてしまったことに憤慨しゴールドフォースを離反。一人のファイトレーダーとしてカイトと戦い敗れる。そしてナガレがリストラを執行、カイトが蘇らせてくれた笑門来福の心を思い出しながら消失していった。
その後、「世界の上書き」発動後にナガレを救うため、「アンダーバンク」へ潜入したミツオが精神を喪失した状態でいるところを発見。熱い友情の拳の応酬で心を取り戻し、カイトと共に安立に立ち向かう。
マネーゴースト事件決着後は故郷に戻り、カンフー道場復興を1からがんばっている様子（アニメ版【2】ではマネータイフーンの襲来に遭い、弟子たちと共に全裸になってしまっていた）。
由利露藩（ゆり ろはん）
声 - 竹内良太
- ザ・ドストルーブルスキー

「ゴールドフォース」の一員。プロの賞金稼ぎであり、常に冷静に行動する。かつては軍人で、高度な格闘術と相手の行動を的確に予測するセンスで数々の戦場を生き残ってきた。ヒーローバトルではルーブルのレアヒーロー着「ザ・ドストルーブルスキー」を装着する。
アニメでは勝堀ヒーローウォーズ本選に出場。初戦では戦闘のプロとしての実力をいかんなく発揮しキンテツに完勝。続く二回戦でカイトと対戦、エンター・ザ・スピードにテンショックしても苦戦を強いられるカイトだったが、露藩の予測を上回るカイトの柔軟性ある（あるいは行き当たりばったりな）戦いの前に敗北。マネーゴーストとの契約によってナガレがリストラを執行し消失した（この際、カイトが露藩の名前を「ルパン！」と間違えて叫び、困惑しながらの退場となった）。
その後、「世界の上書き」発動後にナガレを救うため、「アンダーバンク」へ潜入したフクタが精神を喪失した状態でいるところを発見。特に面識が無く名前もうろ覚えで「…ルパン？」と呼びかけたところ、「露藩だ！」と突っ込んで心を取り戻し、カイトと共に安立に立ち向かった。
マネーゴースト事件決着後は再び傭兵稼業に戻った様子（アニメ版【2】では国連軍に雇われて八神に総攻撃をかけようと日本に再来日したが、マネートルネードに為す術無く軍の部隊々員と共に全裸になってしまった）。
マネーゴースト / 安立純守（あだち すみもり）
声 - 堀内賢雄
- ジ・エンド・オブ・マネー　→　ジ・アポカリプス

全てが謎に包まれた存在。ナガレを豹変させた元凶であり、ヒーローバトルの裏で何かを狙って暗躍する。その正体はヒーローバンク社の元社員。かつては同僚だった銭念やヒカリと共にヒーローバンク社でプログラマーとして「人々が幸せになる為の研究」をしていた。ヒーローバトルシステムやヒーロー着はこの研究の過程で生まれたものである。天才プログラマーと呼ばれていたが、やがてカネに弄ばれて不幸になって行く人や世界に絶望し、「世界からカネという存在を消し去り、全ての人々を平等にする」という目的のため、「マネーゴースト」となり、ナガレやゴールドフォースの面々と「契約」し「世界の上書き」執行を画策する。
アニメ内では空中に姿を現わしたり、天井に逆さになって登場していたのは、ヒカリいわく「実態がない」（安立本人が電脳世界にいる可能性がある）ためと分析している。ヒーローウォーズで優勝したカイトとリョウタの試合後に表舞台に登場し、世界に向けて宣戦布告をした後に「アンダーバンク」を「強制解除」させた。
地下深くで待ちうけ、自身のヒーロー着ジ・エンド・オブ・マネーを装着。この時、眼帯のように装着している機械がバンクフォンであることが判明。
圧倒的な力でカイトを苦しめるも龍・露藩の共闘によって倒されたかのように見えたがジ・アポカリプスに進化。更なる攻撃をしたがエンターザ・ヒーローにパワーアップしたカイトに敗北する。
カイトとナガレの最終対決を見届けることで「世界はまだ捨てたものじゃない」「自分の作ったヒーローバトルシステムが生きたカネの使い道」であることを悟り、世界の上書きが中断されたことで崩壊が始まったアンダーバンクから銭念やカイト達を現実世界へ帰すためにその場にとどまり、その後は消息不明となった。
【2】では前作の事件終結後、八神飛鳥がアンダーバンクの深層領域に不正アクセスした痕跡を見つけ、自身の息子に似せた自律型アバターをカイト達の元に送り込んでおり、カイト達が八神を撃退後役目を果たしたそのアバターを介抱してアンダーバンクへ戻る。公式のSNSアイコンプレゼントで他の登場キャラクター同様、彼のアイコンが作られている。
漫画版では、カイトとナガレとは顔見知り（ガソリン切れになった車を一緒に押してもらっていた）。当時はまだ開発中だったヒーローバトルシステムを車を一緒に押してもらったお礼として2人に紹介している際にハッキングによる電子マネー強奪事件が起こり、エンター・ザ・ゴールドに似たヒーロー着を装着して応戦。カイトたちが見守る中で犯人と電脳空間でバトルした（この時、安立本人は「間違ってカイトたちを電脳空間に巻き込んでしまった」と発言している）。
アニメ版【2】では七服神事件の黒幕である八神の様な人物が現れた時の対抗策として、自身の息子に似せたウイルスプログラムと専用のヒーロー着をあらかじめ開発していた事が判明。そして、プログラムは使命を全うして消滅した。

### 『2』の登場人物

#### 日本政府関係者
桜田セキト（さくらだ セキト）
声 - 石川界人
- クレジット・ローンウルフ

七服神の一人・龍牙とのバトルに苦戦しているカイト&ナガレたちの前に介入、その後カイトたちのクラスに転校してきた謎の少年。その正体は日本政府からの特命を請けたエージェント（七服神決起後、ガッポリカンパニーの外部監査役を名乗る）。
ヒーロー着を装着せずとも電磁介入することで電脳空間に生身のまま入ることができ、電脳空間に詳しい。
セキト自身も青いバンクレジスターを所持し、専用のヒーロー着にシューショック可能。アニメでは自身が装着するヒーロー着は「アイツが作った」と発言している。
常に任務優先で無関係なことは無視していたが、笑矢のいる島の墓場での雨宿中、カイトと互いの事を話している内に「両親も家族も仲間さえいない。ずっと一人でいた」と自身の境遇を明かした。
バトル後、ガッポリカンパニーの新入社員に（半ば強引に）されたが「お前の会社なんてすぐに乗っ取ってやる」と軽口を叩けるようになった。
差押えの塔を倒した後に出る「伝説の10円玉」を密かに回収している（「伝説の10円玉」の詳細はゲームシステム・用語＞【2】関連を参照）。
アニメ第46話でセキトの歓迎会を兼ねた壮行会で、自らマネーゴーストこと安立純守の子供であることを明かすが「父ちゃんは父ちゃん、セキトはセキトだろ」とカイトたちに受けいられた。
その正体はマネーゴーストこと安立が自身の息子に似せて作った自立型アバター（ゲーム）・ウイルスプログラム（アニメ版）であり、ゲームでは八神飛鳥の野望を阻止する為に安立が送り込んだ存在。物語終盤八神に吸収されたエネルギー源であったヒーロー着を破壊した為エネルギーが尽き、安立と共にアンダーバンクに帰還、ストーリー終了後アンダーバンクに居る安立とのバトルに勝利すればバトル時のエネルギーによってコアプログラムが復元され復活する。アニメ版では八神のような人物が現れた時に爆弾プログラムによって破壊する使命を全うするために生み出された存在。その後、ブーチョッキンに託した最後のメッセージで安立に感謝していることとガッポリカンパニーの面々への言葉を残して完全に消滅した。
ブーチョッキン
声 - 田中真弓
バンクフォンから突如現れた謎のブタ。口癖は「ブタ野郎」で語尾は「〜じゃきん」。語調が荒く八神から「君の口の悪さはどうにかならんかね」と言われている。セキトの「おい飛びブタ」との呼びかけには「その呼び方はアウト」と返していた。
ゲームではセキトによってダウンロードされた借金取り立てアプリとAR。終盤八神に取り込まれた「クレジット・ローンウルフ」のシステム強制停止機能で消滅するはずだったがセキトが最後の力で復元した。
アニメ版では電脳庁で作られた自律集金システムで、ガッポリカンパニーの貯金を吸いとったり、差押えの塔の影響を受けてシューショックできなくなってしまったカイトとナガレに「バンクレジスター」を提供した。七服神の決起後、カイト達ガッポリカンパニーが新たに背負った借金1兆円の取り立て担当となり、ガッポリカンパニーでは金庫番としての役職に就いた様子。八神の野望を阻止するために伝説の10円玉でパワーアップしたが、逆に取り込まれてしまった。その後全てに決着がついたガッポリカンパニーの面々の前に現れ、セキトが最後に残したメッセージを届けた後「一兆円の借金をチャラにしてやるから、ジャリンジャリン稼げ」と言い残し完全に消滅した。
永田無作（ながた むさく）
声 - 岩崎ひろし
この作品における日本の総理大臣。七服神に日本を乗っ取られた後トイレワープを使ってカイトの家に出没。ガッポリカンパニーに電脳海賊である対七服神の特命エージェントを依頼。その後もカイト家に居候をしている。彼が得意とする土下座は思わず拝んでしまう程の神々しいオーラに満ち、お願いされた者は激しく心を揺り動かさずにはいられない。アニメでは酔っぱらって虎井とヒーローバトルをしたが負けてしまい、総理大臣の職を失った（ただし虎井は一日で総理大臣を辞めた）。
アニメ第46話では、虎井に続いて敵である火計に総理の椅子を明け渡した。
八神飛鳥（やがみ あすか）
声 - 田中秀幸
- 飛鳥・ザ・フェニックス　→　不死鳥・ザ・ウルフ

電脳庁長官。ヒーローバトルや街中の監視カメラをはじめとする電脳空間を電脳海賊である七服神に奪われ、永田総理大臣と共にカイト達に対七服神特命エージェントを依頼。以降もカイト家に居候している。
実は七服神を操っていた黒幕で、世界中の金を自分のものにすること、また自分自身が金となることが目的。
アニメ版では元々は地方の県議会議員で、株で儲けたお金を貯金するのが好きな貯金マニアだった。マネーゴースト事件で安立が金を消した能力に興味を抱き、事件とアンダーバンクを徹底的に追及。結果、事件の調査での才能を認められて電脳庁長官に就任した。

#### 各地のカンパニー
全国各地で七服神の暴威に対抗するため、密かにレジスタンス運動を起こし戦っている会社の社長・所属ファイトレーダー・プログラマーなど。
社長たちはガッポリカンパニーの様な会社のマネ事では無く、正式に会社を創業した少年実業家でもある。
新世界大河（しんせかい たいが）
声 - 岡本寛志
- オーサ・カーニバル

大阪エリアの会社「新世界カンパニー」社長。生粋のナニワっ子でキップがいい性格。ハデなシャツのエリには「トラタマ」という名の子ネコが常時ぶら下がっている。右の尻に生まれつき猛虎斑がある。
アニメでは素性を隠して協力を依頼しようとしたガッポリカンパニーの面々を天王寺龍牙の仲間と誤解、維新漁馬の取りなしで一応状況を理解するもカイトの真意と力量を測るためにバトル。カイトを窮地に追い込んだが土壇場でヒーロー着をエンター・ザ・プライズに進化させたカイトの底力を体に刻み込み、わだかまりを完全に捨て去り一致団結して龍牙に戦いを挑むことにした。
実は天王寺龍牙の実弟、龍牙が電脳庁に連行されたとき罪を償ったら兄と認めようと思っている。
第51話では龍牙と一緒に露店を営んでいる。
維新漁馬（いしん りょうま）
声 - 逢坂良太
- カツオノブシ

四国・高知エリアの会社「タートルカンパニー」社長。見た目と話し方はどことなく同郷の偉人坂本龍馬っぽい。
ビジネスライクな面もあり、カイトたちと出会い協力を依頼された際に報酬を要求したりもしたが、本来は大らかな心根の持ち主。カイトと即席タッグを組んで四国の七服神・愛無豹利とバトルをした際、カイトの銭得勘定を越えた「ニッコリ0円」の熱い心意気に触れ、以後は少々誤解が生じカイトを敵と見なしていた新世界大河との仲を取り持ったりするなど、積極的に協力するようになった。
恐夜マーサ（おそれや マーサ）
声 - 早見沙織
- オソレ・ザ・バニー

北海道・東北エリアの会社「ズンダカンパニー」所属。現実世界にいながら占いのお告げという形で電脳世界や電脳霊界と交信出来る「電脳イタコ」の能力を持っている。氷室冬鬼とは密かに協力関係を結んでおり、電脳世界で漂流していたカイトの居場所を教えるなどしている。
アニメ第45話ではガッポリカンパニーの「霊能力者豪勝カイトの霊感相談室」の物販で売られていたホットケーキが自分のホットケーキ占いの営業妨害に当たるとクレームをつけ、訴訟を起こす。法廷ではミツオと舌戦を繰り広げたのちカイトとのヒーローバトルに及んだが、途中で氷室に諌められ訴訟バトルは強制終了となった。
札万弾次郎（さつま だんじろう）
声 - 塩屋浩三
- ザ・ファイアーパイレーツ

九州の会社「オイドンカンパニー」社長。事業エリアは沖縄も含んでおり、アニメでは沖縄のある島に隠れ家を構え、不奇見笑矢に対してレジスタンス活動を行っている。
ゲーム版では七服神に襲撃されセキトによって場外に逃がされる際空間転送してきたナガレを匿った。
カイトと一緒にシュッチョーしていたアイと共に笑矢に捕まった上にリゾートウイルスに感染させられてしまい、笑矢の兄として操られていたがワクチンプログラムを完成させた南天が、大声で弾次郎を呼びかけたことがきっかけで元に戻った。
美波南天（みなみ なんてん）
声 - 津田美波
オイドンカンパニー所属のプログラマー。根はフランクな性格なのだが人見知りが激しい。アニメでは人見知りが強調されており、ガッポリカンパニーとの初対面時は弾次郎にボソボソ耳打ちする形でしか話ができなかった。プログラミングの実力は弾次郎が天才と紹介する程のスゴ腕。セキトの持つプログラムと試作のワクチンプログラムを使ったカイトのデータから、リゾートウイルスに対するワクチンプログラムを完成させ沖縄を元に戻すことができた。
音入ジョー（おといれ ジョー）
声 - 小野坂昌也
- ベンK

全国各地でトイレを求める、さすらいの旅人。一応「運国際カンパニー」所属のファイトレーダーらしい。
アニメ版では全てが終わった後、放浪の果てに勝堀区に辿り着きガッポリカンパニーの面々と出会い、ナガレの一言で、長い苦悩から開放される。そしてカイトと連れそって排便を行い、物語の幕は降りる。

#### 七服神
マネーゴースト事件の混乱冷めやらぬ日本に突如として空飛ぶ宝船で襲来した「電脳海賊」を名乗る七人。「差押えの塔」で日本を7つのエリアに分割した。さらに人々の全財産をデジタル化、「ブラックマネー」という状態にして差し押さえ（貢がせ）困窮させている。全員が非合法なパワーアップ改造を施したヒーロー着「ボーソー着」を所有し、エンター・ザ・ヒーローをも一蹴するほどの圧倒的な戦闘力を持つ。配下に戦闘員的存在「公武員」（こうぶいん）たちを従えている（公武員とは別に、舎弟がいる七服神もいる）。
火計凶介（かけい きょうすけ）
声 - 高橋広樹
- リスキー・ザ・人生

「賭金」の称号を持つ七服神のリーダー的存在。勝堀区を中心とした関東エリアを支配している。「異論は認めん」が口癖。
傲慢で残酷な性格をしており、目的の為には平気で他人を利用したり敵対する者を過剰に痛めつけたりする。ハイリスクハイリターンなギャンブル勝負を好み、「日本を最高にハードでスリリングな場所に変える」という野望を持っている。
アニメでは謎の独自行動をとる氷室に対して釘をさすシーンがあり、その時に「七服神は『あの方』によって集められた烏合の衆だ」と発言している。
バトルにおいてかなりの実力を持つ人物で、自分と氷室以外は雑魚であると言いきっている。
裏切った氷室をリゾートウイルスを改悪したプログラムで洗脳して操り、カイトと戦わせて共倒れさせようと仕組んだが、結果的にプライズ・￥・ドラゴンに進化させてしまった。
アニメ第46話では豪勝家を破壊して永田総理に全権譲渡の契約を迫り、永田がこれに応じたため日本の総理大臣となった。
七服神になる前からギャンブル好きで、あらゆるギャンブルに身を投じている。
呉羽弁天（くれは べんてん）
声 - 甲斐田裕子
- 暗器・ザ・ロマン

「裏金」の称号を持ち、中国エリアを占拠する妖艶な紅一点。アニメでは中国エリアにいるレジスタンスから金を巻き上げるために誘惑して手玉にしたり、スパイを使ってガッポリカンパニーの面々をおびき寄せ、罠だらけの「ビビるの塔」で始末しようとした（この時、レジスタンスの面々も一緒に始末されそうになった）。
弁天にとって七服神も周りの人間もただの退屈しのぎの道具でしかなく、レジスタンスから巻きあげたお金を使って差押えロボ「弁天王」を建造して街を破壊するのを楽しんでいた。
バトル中は縦横無尽に追撃するクナイや暗器による攻撃で弁天が有利だったが、弁天王に起きたハプニングに加えてカイトの「真ケツ白刃取り」とオナラで隙が生まれた結果、カイトとセキトの必殺技で倒された。
天王寺龍牙（てんのうじ りゅうが）
声 - 石川英郎
- 白虎・ザ・ゴトシ

「成金」の称号を持つコテコテの関西系男性（見た目は完全にナニワのヤクザ）。当初はヒーローバンク社のある勝堀区に差押えの塔を立て、七服神の先陣を切ろうとしたがカイトとナガレの活躍（そしてセキトの介入）で完全制圧はできなかった。その後、七服神決起後に改めて関西エリアを治める支部長に就任する。
ヒーローバトルに敗北した子分に「シリジェット」と呼ばれる下剤でお仕置き、お好み焼きの切り方がなっていない子分に突っ込むコミカルな一面も持っている。アニメでは子分に生き別れの弟の捜索をさせていた。
生き別れの弟についてはアニメ第34話で判明するが、その正体は敵対するレジスタンスの新世界大河だった。かつて龍牙の実家は極貧で、弟の大河は龍牙が小学校に上がる年に産まれた。貧しい天王寺家は大河が5歳になった時、将来を考えて大河を裕福な家庭に養子に出すことを決める。別れの日が近くなる頃、大河は「南紀白浜のホワイトタイガーが見たい」と言い出し、龍牙は道で拾った財布の金を使ってアドベンチャーワールドのチケットを買おうと思いつくが、迷った末に財布を交番に届け、自らアルバイトをして金を稼ぎどうにかチケットを手に入れた。しかしチケットを持って帰宅した時には大河はすでに養子先に出されており、龍牙は弟の願いを叶えることはできなかった。財布をネコババせず正直に交番に届けたことがつらい結果に繋がってしまい、この出来事は幼かった龍牙にとって大きなトラウマとなった。「どんな汚いやり方で手に入れてもゼニはゼニ、世の中ゼニを持っている者が強い」という龍牙の信条はこの心の傷から生まれたもの。
第51話では大河と一緒に露店を営み、兄貴と呼ばれ感動していた。
氷室冬鬼（ひむろ とうき）
声 - 森川智之
- ホクト・ザ・静剣

「錬金」の称号を持ち、東北・北海道エリアを統括する男性。七服神メンバーの中ではギャグ要素が皆無なシリアスキャラクター。
アニメではレジスタンスである恐夜マーサと協力関係にあり、かなり早い段階で七服神から離反していた。
生前のカイトの両親とも友人関係だったらしい（カイトの父いわく「氷室とは古い知り合い」）。カイトの両親については彼らの霊が電脳霊界にいることを以前から知っており、アニメ第43話では火計の手からカイトを救うために電脳霊界への道を切り開きカイトをそこへ逃がしている。
差押えの塔の直撃に遭ったナガレを直前に電脳世界へと逃し密かに拠点に匿い、行方不明ということにしたあと、友人の暴走を食い止めたいという思いをナガレに打ち明け、彼を正体不明のヒーロー「ジャスティス☆スター」にして密かにカイトを救わせていた（これは、カイトが信頼するに足る強さを持つ真のヒーローだと氷室に知ってもらいたいという、ナガレの意思でもあった）。最終的にこの行為は火計に露見し、七服神同士で直接バトルをすることとなったが、火計の猛攻の前に敗北を喫し、捕縛される。
後に脱走したが、これは火計がわざと見逃したもので、あらかじめ体に細工されていたため、洗脳状態になってカイトたちと望まないバトルをすることになった。
カイトとカイトの両親を再会させたりプライズ・￥・ドラゴン誕生のきっかけを作ったりと、豪勝親子との関わりが深い。カイトについては「彼は私達の希望だ」と言っている。
セキトに対しては或る疑念を抱いており、彼が集めている「伝説の10円玉」をナガレにも回収させたり、セキト自身についての調査をナガレに依頼した事もある。
愛無豹利（あいむ ひょうり）
声 - 坂口哲夫
- 外道・ザ・フック

「集金」の称号を持ち、四国エリアを占拠する壮年男性。腰が低く穏やかな表情を浮かべているが、ポンジュースを飲むと豹変し横暴になり、パワーアップする特異体質。
アニメでは電脳海賊になる前、ポンジュースの集金をやっているうちに飲むことができず、その悔しさから四国各地の特産品を安く買い叩いては高額な値段で横流しをしていた。
ヒーローバトル中にもポンジュースを飲み、カイト達に攻撃をしていたがセキトの機転により敗北した。
シャチ・ホコス
声 - 武虎
- 吃驚・カ・エール

「貯金」の称号を持つ、中部地方を占拠する男性。見た目はいかつい覆面プロレスラー。
アニメではバスの代わりに電車ごっこをさせるなど倹約と称した酷いドケチっぷりで街を支配していた。そのケチっぷりはヒーローバトルでも例外ではなく、大技を発動すると見せかけてショボい攻撃をするドケチの度を超えたセコいバトルをしていたがカイトの一言で目が覚めたミツオの大技連発攻撃で倒され、果ては差押えの塔すらダンボールとプラスチック製のハリボテ製にして建築費をケチったツケが回り、一撃で倒壊した事で完全に止めを刺された。
不奇見笑矢（ぶきみ えみや）
声 - 田村睦心
- 腐乱・ザ・スマイル

「闇金」の称号を持ち、九州・沖縄エリアを占拠する少年。一人っ子でワガママな性格。兄や姉のいる家庭に憧れがあるらしい。
劇中では主に沖縄で「リゾートウイルス」という特殊な電脳ウイルスを使い、人々をカネの亡者「マネーゾンビ」に洗脳して操る。アニメではカイトと一緒にシュッチョーしていたアイとレジスタンスの弾次郎を自分の兄姉としてふるまうように操った上、カイトとセキトを排除するためヒーローバトルをさせた。しかし二人が正気を取り戻した為、単独でカイト達に挑んだが敗北。この時に「遊び相手が欲しかった。一人っ子の前で兄弟とかウザすぎる」と叫んだが、セキトから「俺も一人だが、お前みたいに下種な事はしない」と言いきられてしまった。

### その他
海鳴一心（うみなり いっしん）
声 - 小林ゆう
- ウオザムライ

魚屋「魚武士屋」の跡取り息子（小学6年）。勝堀鮮魚市場城で働いており、周囲からは「若旦那」と呼ばれている。時代劇に傾倒していて普段の口調もサムライ風。得意なマグロ解体用に使う鮪包丁をついつい日本刀のように扱ってしまうクセがある。
ヒーローバトルでは侍のヒーロー着「ウオザムライ」を装着して戦う。
金形鉄之助（かながた てつのすけ）
声 - 稲田徹
- カラテ・デェーク

町工場の長男（高校2年）。愛称「キンテツ」。この名称はかつて事故に合い瀕死の重傷を負った際、父親（声：稲田徹）が自力で開発したメカニック「鉄之助サポーター」で半身をサイボーグ化し、文字通り「鋼の漢（おとこ）」となったことに由来する。
ヒーローバトルでは空手家のヒーロー着「カラテ・デェーク」を装着して戦う。
アニメではキンテツの町工場に故障した自宅の冷蔵庫を修理に持ち込んでいたカイト一行とアイが、町工場に借金取り立てに来たチンピラに絡まれていた時、チンピラを軽くいなした漢っぷりにアイが好意を抱いており、カイトも「キンテツの兄ちゃん」と呼んで慕っている。
【2】ではカイトたちと同じく特命エージェントになり、主に倒した七服神メンバーを東京に護送する際に登場する。
虎井獅子男（とらい ししお）
声 - 江川央生
- つっぱり将軍

不良グループ「屠雷怨（とらいおん）」のリーダー(中学2年）。どこから見ても立派な近所のヤンキー兄ちゃんだが、実はアイにケンカでボコボコにされた恥ずかしい過去がある。その時にアイに恋し、いろいろカッコいいことをしようとしてアイに自分を惚れさせようとするが全然うまく行かない。
手下に三毛田マサヒロ（声 - 阪口大助）、玉木タカヒロ（声 - 半田裕典）を連れている。
一応ヒーローバトルにも参戦経験があり、番長のヒーロー着「つっぱり将軍」を持っている。
【2】では一時的に総理大臣になり（永田無作の節を参照）すぐにその座を奪還されたあと、カイトたちがシュッチョーする全国各地にモブキャラクター同然で登場している（まともなセリフもほとんど無い）。
秋内ハナ（あきない ハナ）
声 - 原紗友里
- シャドーキティ

元はアニメオリジナルキャラクターだったが、ゲーム版【2】で逆輸入という形で登場している。
隣のクラスで同様に会社経営をしている、ガメツイコーポレーション取締役社長。両親は既に離婚。
休み時間と放課後に「居残りclub」を開いており、飲食や会話をしながら居残り勉強させており男子生徒を骨抜きにさせ貢がせている。しかしデートの約束はしてもはぐらかし、指摘されるとヒーローバンクで戦いお色気嘘泣き作戦で勝つというあくどい商法をしていた。
男性に幻滅し自分の力で幸せを掴むため、ヒーローウォーズに参加している。
カイトとの対決後、少なからず彼に好意を抱いている。
ゲーム版【2】ではアイの後輩という設定となっており、「センパイ」と慕っている。
香椎真城（かしい まき）
声 - 井澤詩織
ヒーローバンク社（アニメでは同社が運営するメディア「ヒーローバンクタイムス」）の現場リポーター。招き猫を模したコスチュームを着て、あらゆる所で突撃インタビューを行なう。
アニメでは駄菓子屋の女将と幼なじみで、たまに店に顔を出す。
実況
声 - 太田真一郎
ヒーローバトルの実況を担当している人物。姓名不詳で基本的に声しか登場しない。

### アニメオリジナルキャラクター
駄菓子屋の女将
声 - 後藤沙緒里
カイト達がよく行く駄菓子店「だがし屋 盃銅堂」の美人女将。香椎真城と幼なじみ。
嵐山リョウタ / セガリオン
声 - 水島大宙
無敗伝説を持つチャンピオン。勝堀ヒーローウォーズ優勝者であるカイトと真のヒーロー世界一を決定するチャンピオンバトルを正々堂々と戦い、さわやかに敗れる。その正体はマネーゴースト（安立）がプログラムした、自由意志や実体を持たないゴーストヒーロー着（バーチャロボット）に過ぎなかった。
メガリオン
マネーゴースト（安立）が発動させた「世界の上書き」を実行するために作られたゴーストヒーロー着。外見はセガリオンと同じだがボディカラーはマットブラック。データの化身であるため無限に増殖することができる。
頼合シュウト（らいごう シュウト）
声 - 優希比呂
- シノビストライカー

ライゴの兄で、元プロサッカー選手。揉め事を起こしプロサッカー界から追放され、仕事を転々としており「あの人は今」扱いされている。
頼合ライゴ
声 - 金光宣明
- クンフーバッター

ナガレに難癖をつけていた不良。手下2人（声 - 陣谷遥、德石勝大）を連れている。
竹田先生
声 - 鈴木琢磨
- マグナムティーチャー

カイト達の担任教師。普段は気が弱いが、日頃鬱憤が溜まっておりバトルのときは性格が豹変する。バトルネームは「煉獄の教育鬼 マグナム竹田」。
漫画版では容姿がかなり異なる上に高圧的な性格で、カイトのヒーローウォーズ参加を快く思っていなかったが、バトルを通じて彼を認めるようになる。
洗井ドロン
声 - 太田哲治
- シザーズビューティー

全国各地に支店も展開しているフランス帰りのカリスマ美容師で、ファイトレーダーの賞金を宣伝に注ぎ込んでいる。
永行カナ（えいぎょう カナ）
声 - 小林未沙
ガメツイコーポレーション営業担当。語尾は「-デスー」。
指原井モナ（しはらい モナ）
声 - 小堀幸
ガメツイコーポレーション経営戦略担当。ツンデレ口調で語尾は「-ですね」。
ヨーデル部員
声 - 永澤菜教
- ヒラリーマン

ヨーデル部の部員だが、ヨーデルが歌えず廃部の危機になり、その部室を巡ってカイト達とハナ達が対立することになったが、歌えるようになり廃部は無しになった。
茶所スルガ & 茶所ミドリ
声 - 岩田光央（スルガ）、愛河里花子（ミドリ）
フクタの親戚の叔父叔母。茶農家をやっており、インドの世界茶摘みコンテストの優勝者を破ったこともある茶摘み王。フクタは毎年茶摘みを手伝っている。
ナガレの母
声 - 矢野亜沙美
ナガレの母親。教育ママでガッポリカンパニーについては快く思っていない。また夫（ナガレの父親）とは不仲になっている。ナガレがマネーゴーストと「契約」した後は彼のことを忘れ去り、自分に子供はいないと思っている。
上巻化澄（かみまき かすみ）
声 - 野島健児
- トリックスート

インチキ詐欺のヒーローバトル必勝法セミナーの主催者。詐欺被害者は他にも多くおり、バトル後に逮捕される。
村山もみじ
声 - 冬馬由美
旅館むらやまの女将。経営不振に陥っており、ハナ達が建て直しのためコンパニオンとしてきていた。
底尾アゲオ
声 - 天田益男
- ヘビービルダー

旅館を狙っている地上げ業者。ギャンブルールで旅館を賭けてカイトとバトルをする。
太井珠子
声 - くじら
- ミーコ

ナガレの勝利を予想的中し、ファイトレーダーに人気の占い師として有名だったが、壷を高額で売りつけるなどの悪徳詐欺師で、占いもイケメンファイトレーダーに応援マネーを注ぎ込んだ上で勝つと占っていたイカサマによるものだった。汚いものが嫌い。
メッサ・ハヤイネン
声 - 小杉十郎太
- ザ・グランプリ

赤い疾風と呼ばれた元F1チャンプ。レース中の事故で引退しその後会社を立ち上げ経営しつつ、ヒーローバトルに趣味で参加。秘書にミス・ブラウンがいる。「世界の上書き」発動時には危機に瀕したカイトたちに世界中のヒーローウォーズファンから募ったバトルマネーポイントを送金した（【2】でも最終局面時に再登場したがマネータイフーンの襲来に遭い、レース中にもかかわらずマシンをカネに変えられ全裸になってしまっていた）。
銭柱金蔵
声 - こばたけまさふみ
ヒーローバンク（株）代表取締役社長。彼の持つ名刺は黄金に光り輝き、その光はさながらレーザービームのように宇宙にまで届く。
主催した勝堀ヒーローウォーズがマネーゴーストに事実上乗っ取られていた事実が発覚したことで、ヒーローウォーズの中立性を疑われ各方面から大会を無効にせよとの抗議が殺到しヒーローバンク社の株価も暴落したため、カイトに優勝賞金100億円を諦めてほしいと涙ながらに土下座までするなど、大会社の社長でありながら割と情けない。

## ゲームシステム・用語

### 【1】・【2】共通
ヒーローバトル
本作での世界で行われるヒーロー同士の格闘技。賞金も莫大であるため、主人公のカイトも賞金目当てでヒーローバトルに参加している。相手がダウン状態になった場合もフォールで敵を抑え込むなど、プロレスのような要素も盛り込まれている。
バトルは専用の電脳空間で「ヒーロー着」と呼ばれるバトルスーツを装着して行われる。基本的に現実世界ではバトル出来ないが、勝堀ヒーローウォーズの本選スタジアムでは最新設備を使いファイトレーダーたちを立体映像化することで、あたかもリアルでバトルしているかのように観戦できる。
【2】では、安立事件の影響で従来1オン1マッチしかできなかったバトルシステムの解析（リバースエンジニアリング）が行われプログラムがバージョンアップ。データ転送のハイスピード化によりタッグバトルができるようになった（3DS版の『2』でもタッグバトルが可能）が、七服神の決起後は差押えの塔が発する特殊な電波の影響により、一般人はヒーローバトルを行えなくなってしまった。
ファイトレーダー
ヒーローバトルで戦う者たちのこと。
ヒーロー着（ヒーローぎ）
ファイトレーダーが装着する、様々な職業を基にしたデジタル形式の特殊スーツ。制限時間があり、時間が切れると動きが鈍くなり、その状態でダウンした場合は敗北となる。ヒーロー着はバンクフォンGで最大5つまで登録でき、それ以上はクローゼットに戻すかレンタルの場合はデリート（削除）するかの選択がなされる。
アニメではカイトのレンタルヒーロー着が試合中に期限切れを迎えて問答無用で強制デリートされ、対戦相手とネット観覧していた世界中のギャラリーに真っ裸を晒す恥ずかしい珍事を起こしたこともあった。
【2】では前述した差押えの塔の効果により、一般人はヒーロー着を装着できなくなっている。
バンクフォンG（バンクフォンジー）
ファイトレーダーが愛用する円形状の高性能スマートフォン。機能発動時は縦に展開される。主にヒーロー着の装着やバトルマネー（後述）のチャージ・運用に使う。なおヒーローバトルの観戦は原則としてバンクフォンを通してで無いとできない。
【2】では七服神や配下のファイトレーダーならば特殊な黒いバンクフォンGを使うことでボーソー着やヒーロー着を装着できる。各地のレジスタンスたちはこのバンクフォンGを奪取して、各人の所有するヒーロー着を装着する（アイはアニメではリゾートウィルスに冒された際に黒いバンクフォンGを使ってシューショックしている。自由になった後もこれを使ってユキダルマーを装着している）。
シューショック / テンショック
ヒーロー着を装着する際の言葉。別のヒーロー着に変身する際はテンショックと叫ぶ。シューショックは「就職」、テンショックは「転職」から来ている。銭念だけはロックモンク装着時に「ジューショック」と叫ぶ。
漫画版では英雄装着/英雄転生と表記され、それぞれシューショック/テンショックとルビが振られている。
バトルマネー
ヒーローバトルで用いられる仮想通貨の一種。単位は「MP」。ファイトレーダーが技を発動するために必要不可欠なものであり、残高がゼロになってしまうと徒手空拳で戦うことになり、極めて不利になる（資金ゼロ状態でバトル開始した際は、必要最低額のMPが振り込まれる）。
MP残高はリング上に観客から投げ込まれる「おひねり」や、選手が手持ちのリアルマネーを課金することで随時チャージが可能。ヒーローバトルでは、ファイトレーダーたちがMPにまつわる悲喜こもごもの人間ドラマ（絶対に負けられないバトルにおいて、結婚資金など本来使ってはいけないリアルマネーをチャージしてしまうなど）を日夜繰り広げているという。
ヒーロー着ランドリー
ヒーロー着の制限時間を回復する洗濯機。ただし、レンタルしたヒーロー着は回復できない。ゲーム版のみに登場し、アニメでは未登場。
勝堀区（がっぽりく）
作品世界に存在する、「東京都24番めの特別区」。現実世界の東京湾岸隣接区をイメージしてデザインされており、昭和の香りを残す下町的な地域と超未来的な都市区域が混在する。住人たちは老若男女を問わずヒーローバトル好きであり、いつでもどこでも誰からでもバトルの挑戦を受けられるように、常にヒーロー着を装着できるようにしているほどバトルが日常における当たり前の風景となっている。
作中には主に下記のエリア・施設が登場する。
- 勝堀町（がっぽりちょう）- カイトたちの住む住宅街。駄菓子屋・神社などもここにある。
- 勝堀小学校（がっぽりしょうがっこう） - カイトたちが通う小学校。ゴールドベースもある。
- ゴールドベース - カイトたちガッポリカンパニーの本拠地。元々は勝堀小学校の体育倉庫だった。
- 勝堀鮮魚市場城（がっぽりせんぎょいちばじょう）- 海鳴一心の魚屋「魚武士屋」などがある鮮魚市場。目の前の勝堀湾で取れた新鮮な魚を売っていたが、最近は対岸にあるサイバーエンペラー社の工場から出る廃液のせいで魚が取れなくなり、売れ行きが激減している。
- ジョイポリス（アニメでは「ガッポリス」）- 日本最大級のアミューズメント施設。ゲーム版では数々のアトラクションがあり、バーチャル的に遊ぶこともできる。
ヒーローバトルのリアルステージ（勝堀ヒーローウォーズ本選会場に設置された設備と同様のものと思われる）もあり、アニメ版ではカイトたちが夜の閉館時に無人のステージで変貌を遂げたナガレと再会をする。
- くろがね町 - キンテツと父親が住む自宅兼工場などがある。町に住む人々は殆どがキンテツ一家と同じく小さな町工場を営んでいる。アニメではサイバーエンペラー社が実行した数々の犯罪スレスレの工作によって一度は大半が取り壊され更地になりかけたが、ミツオとフクタが密かに入手した工作計画の全貌と、これらをテレビで報道した香椎真城によってデボラは失脚。住人たちが路頭に迷う事態は回避された。

### 【1】関連
勝堀ヒーローウォーズ
ヒーローバトル発祥の地・勝堀区で開催される、ヒーローバトルの頂点に位置する大会。全国から腕に覚えのあるヒーローたちが多数参戦することから、優勝々金はヒーローバトルとしても破格の100億円が用意される。カイトたちもエンター・ザ・ゴールドのレンタル料100億円を一括返済するために参戦し、優勝を目指している。
アニメではエントリー費1万円が払えずカイトがいろいろ苦労する（その後、エントリー済だったマグナムティーチャーとバトルして勝ち、ファイトマネーを使って支払った）。アニメ版における本選の開会式では優勝者に賞金とは別に、現ヒーローバトルのチャンピオン・嵐山リョウタ（セガリオン）への挑戦権が与えられる特典が追加発表された。
レアヒーロー着
ヒーローバトルシステムの開発時に作られた、特別なパワーを持つヒーロー着。プロトタイプシリーズとも呼ばれる。全てカネに因む称号を持ち、名称には必ず「ザ」か「ジ」が付くのが特徴。カイトとゴールドフォースのメンバーが使用している。
どのような順番で作られたのか詳細は明らかになっておらず、銭念からは「バロン・ザ・ユーロ」が「エンター・ザ・ゴールド」より後に作られたということしか語られていない。
「世界の上書き」に使う特殊なレアヒーロー着「ジャスティス・ダラー」も存在する（【2】でナガレが装着するジャスティス・ダラーはザ・ドミニオン・ダラーを改造して同等の状態にしたもので、オリジナルではない）。
リストラ
マネーゴーストと契約したファイトレーダー（ゴールドフォース）が契約を果たせなかった際に執行される私刑。アニメではカイトとのヒーローバトルに敗れた者に対して行われ、ナガレがバンクフォンGを操作して対象者を世界から文字通り「消失（ゼロ）」させる。なお、ナガレがカイトに敗れた際には執行者自身が倒されたためリストラはされていないため、明確に執行されたのはロンと露藩の二人だけである（デボラは全資産をゼロにされたが、自分自身の消失までには至らなかった）。
上記に記載した「世界」とは現実世界を指し、後述する「アンダーバンク」は該当しない。ゆえに彼らはリストラ後に精神を喪失した状態（銭念いわく「心が失業中」）でアンダーバンクにかろうじて存在しており、心を激しく揺さぶる要素（過去の強い想い出を与えるなど）があれば復活は可能。
世界の上書き（せかいのうわがき）
安立純守が「マネーゴースト」として密かに進めていた秘密計画（【2】では「安立事件」・「マネーゴースト事件」とも呼称されている）。究極の目的である「全世界からカネという存在を消し去る」ため、ヒーローバトルの技術を応用し、あらゆるデジタルネットワークに侵入してデータを自由自在に書き換えるデータハッキング（上書き）を実行する第一段階を経て、セガリオンの量産タイプと言えるゴーストヒーロー着・メガリオンによって現実世界を全て安立の意のままに出来る歪んだ電脳空間「アンダーバンク」で覆い尽くすことで達成される。
データハッキング技術は上書き発動前でも安立と「契約」した者に対しては自由に執行出来、対象者の資産を自由自在に操作したり、過去の経歴はおろか、その存在までも人々の記憶から消失させることが可能である（ナガレの存在を人々から消したのも、ゴールドフォースをリストラしたのも、この技術の一端によるもの）。
この「上書き」を世界レベルで拡大し未契約者の全人類に対して執行させるためには世界に対する強い憎しみと完膚なきまでの敗北により極限にまで高まった「（ココロの）負のエネルギー」を併せ持った人間を特殊なレアヒーロー着「ジャスティス・ダラー」のシステムに「鍵（デバイス）」として組み込む必要があるため、安立は長らく最適任者を捜していた。ナガレはその条件にピッタリ一致したため、安立は自身の意思代行者として自由に行動させ、負のエネルギーを育てて時が来るのを待っていた。

### 【2】関連
バンクレジスター
宝乃ヒカリ・ブーチョッキン（アニメ）からカイトとナガレ（ゲームでは再会時にセキトから託される）に与えられた計算機型アイテム（セキトは最初から所有している）。差押えの塔が展開する特殊なフィールド内では電脳空間のコントロール権限が完全に七服神サイドに乗っ取られてしまい、普通のバンクフォンGを使ってヒーロー着を装着できないので、このレジスターを使う。
「バンクレジスター起動」と発声した後に、テンキーで「1689」の暗証番号、「ヒーローバンク」のロゴが書かれたボタンを入力し、カードリーダーにヒーロー着のカードをスキャンする。
差押えの塔（さしおさえのとう）
七服神が宇宙空間より投下、日本の7箇所に打ち込んだ巨塔。前述した通りシューショックの抑制を行うほか、人々の財産をデータ化し集める拠点でもある（データ化された現物には「差押え」の札が貼られ、持ち主が自由に取り扱えなくなってしまう）。それぞれの塔は七服神のメンバーが一人常駐して管理している。
破産の塔（はさんのとう）
アニメ版で正体を現した八神飛鳥が国会議事堂に打ち建てた巨塔。差押えの塔を通して集めた日本中の財産と、マネートルネード/タイフーンで更に掻き集めたあらゆる財産を集積し、最終的にはアンダーバンクと融合し「口座人間」と化した八神の心身に財産データを送り込む。
ボーソー着（ボーソーぎ）
七服神や配下たちが装着するヒーロー着。「ボーソーウィルス」というコンピュータウイルスプログラムをインストールすることで、ヒーロー着を強制的にパワーアップさせている（一種のオーバークロックのようなものらしい）。一部のヒーロー着はボーソーウィルスに「感染」すると、現実世界でもヒーロー着を装着出来るが、装着者の意思は完全に喪失し暴走状態になってしまう。
アニメではエンター・ザ・プライズは銭念が「ボーソーウィルス」を解析したパワーアッププログラムとしてエンター・ザ・ゴールドにインストールし、一時は暴走状態に陥ったがカイトが強固な意思でウィルスを抑え「進化」させたヒーロー着という扱いになっている。
ジョージョーアップ
ゲーム版における、ヒーロー着の強化システム。特殊な条件下でゲットできる「ジョージョーチップ」を特定のヒーロー着に使うことで、ヒーロー着を「進化」させられる。エンター・ザ・プライズはゲームではこのシステムとイベントをクリアして誕生させる。
チョージョージョー
アニメにおけるパワーアップイベント（的な演出）。カイトのヒーロー着（エンター・ザ・プライズ）にカイトの父親が何らかのエネルギーを与え、太陽とドラゴンの力を合わせ持つヒーロー着「プライズ・￥・ドラゴン」へと超進化させる。これにより、従来は苦戦を強いられていた七服神のリーダー・火計とも互角に渡り合えるようになった。
なお、ナガレの「コズミック・$・ドラゴン」もチョージョージョーで月とドラゴンの力を合わせ持ったヒーロー着という扱いになっている。
電脳庁（でんのうちょう）
日本における電脳空間の安全な運営と監視を行っている国の役所（庁）。七服神のリーダー・火計凶介は決起に際し日本の全国民に「今回の計画は電脳庁の協力により実行された」と発言している。また七服神配下の公武員たちも電脳庁の職員たちで構成されていることから、この計画に何らかの形で関与しているようである。
ワープマシン「消すだけ」
電脳庁が開発したワープ装置。七服神に制圧された日本では、差押えの塔が街中や駅などの交通機関施設にある防犯カメラの映像を常時チェックしており、特命エージェントと言えども自由に各エリアを行き来できない。そこで電脳庁々長官・八神飛鳥は密かに開発していたワープマシンをトイレの消臭剤に擬装し、こっそり日本各地のトイレに置くことで隠密かつ瞬時の移動（トイレワープ）ができるようにしている。なお消臭機能もある。
このワープマシンのネットワーク構築や維持には各企業から借金して集めた国家インフラ並みの莫大な費用1兆円がかかっている。本来は国が返済するのが筋なのだが、七服神に国の財産を差押えられ返済能力を失った永田首相はカイトとのエージェント任務契約に際し、手厚いバックアップの代償としてガッポリカンパニーに借金1兆円の返済を肩代わりさせ、当面の取り立てを免れている。
トイレ
前述したワープマシン「消すだけ」を使って移動する際のポイントとなる、【2】では重要な所。ワープ時には溜まっている水が金色に光り、この中に飛び込むことで目的地にワープできる（ワープアウト時にはこの金色の水の中から出てくることになるが、濡れたりはしないらしい）。カイトの家のトイレにも「消すだけ」が置かれていたので、永田総理と八神は七服神の拘束を逃れてカイトに会うことができた。
電脳霊界（でんのうれいかい）
電脳空間の最下層の更に奥深くに存在する領域。カネを求めるファイトレーダーの醜い欲望が沈殿し、そこから怨霊じみたヒーロー着たちが多数生まれ蠢いており、その光景は地獄のようでもある。たまに生きているファイトレーダーも事故などで望まず迷い込んで来ることがあるが、放っておけば怨霊ヒーロー着に襲われケツの毛までむしられて長くは持たない。
カイトの両親が死後も電脳霊界に思念体のような状態で存在している事から、本当の霊界に近い場所に成っている可能性もあるが詳細は不明。氷室冬鬼は何らかの方法でカイトの両親が電脳霊界にいる事を知っており、ピンチに陥ったカイトを電脳霊界に落とすという荒業で難を逃れさせた。
マネートルネード / マネータイフーン
アニメ版で八神飛鳥が発動させた超電脳災害。「トルネード」という名の通り、黄金の竜巻が現実世界に吹き荒れ、財産は言うに及ばず建物・乗り物、果てはヒーロー着はおろか人が身に付けている普通の衣服・装飾物すら財産データに変わり（男女を問わず全裸になってしまう）、口座人間と化した八神の身体に振り込まれる。これにより、地球上に存在する全てのカネを八神の貯金にすることが最終目的となる。
トルネードの効果は差押えの塔を打ち建てた地域に限定されるらしく、八神はトルネードを全世界レベルの究極電脳災害「マネータイフーン」にパワーアップさせるため、後述する「マネー弾道弾」を使えるようになる機会を待っていた。
マネー弾道弾
八神がアンダーバンクに密かに大量建造していた、マネータイフーンを全世界に巻き起こす為の装置。外観は大陸間弾道弾を模している。
弾道弾を全世界に射出する為には膨大なマネーデータが必要なため、八神はカイトと強いファイトレーダーたちにバトルマネーを使って繰り出す強力な必殺技でワザとダミーの弾道弾を破壊させ、そのパワーをマネーデータに再変換させるというアコギな策を用い、手持ちのマネーデータを使う事なくタダで弾道弾を全世界に撃ちだした。
伝説の10円玉（でんせつのじゅうえんだま）
七福神を倒した後、差押えの塔から落ちてくる物体（ゲームでは七服神以外が所持してるキャラクターも居る）。見た目はピカピカの10円硬貨で、裏にはドラゴンとフェニックスのレリーフが刻まれている。セキトと氷室は各々「この10円玉が（七服神を率いる八神とカイトたちの）闘いを終わらせるものだ」と考え、密かに収集していた（前述通り、氷室はナガレに依頼する形で集めてもらっていた）。
アニメ版での正体はアンダーバンク誕生時に派生した副産物（バグプログラムが実体化したもの）であり、これをブーチョッキンの後頭部にあるスリットに入れることでブーチョッキンが「超ブーチョッキン」に進化できるキーでもあった。
八神との最終決戦時、アンダーバンクの奥底にあるメインシステムに超ブーチョッキンが乗っかり、マネータイフーンによって流れこむカネの流れをせき止める事でタイフーンは消滅したが、超絶的な預金パワーを身体に宿した八神は超ブーチョッキン（の中にある伝説の10円玉）をも吸収してしまった。
ゲーム版ではブーチョッキンが吸収すると1兆円の借金を250億円ずつ返済するアイテムとして扱われる。エピローグ後では正体は元々南天が音入の為に作った金庫のARキーが差押えの塔が出現した影響で日本全国に20枚に散らばったARキーのパーツである事が判明。

## 漫画
作者は伊原しげかつ。2013年10月15日発売の『月刊コロコロコミック』2013年11月号で連載開始。内容はゲームおよびアニメから大きく改変されており、ギャグ（特に下ネタ）の要素も多くある。ガメツイカンパニーの3人もモブキャラクターとして何度か登場している。作中カイトをはじめたびたび「うまい棒」を食べているシーンがある。
なお、同作者による4コマ漫画もゲーム版『ヒーローバンク』のセガ公式サイトにおいて掲載されている。

### 書誌情報
- 伊原しげかつ 『ヒーローバンク』 小学館〈てんとう虫コロコロコミックス〉、全4巻
  1. 2014年03月25日発売、ISBN 978-4-09-141739-8
  2. 2014年08月28日発売、ISBN 978-4-09-141797-8
  3. 2014年11月28日発売、ISBN 978-4-09-141824-1
  4. 2015年04月28日発売、ISBN 978-4-09-142004-6

## テレビアニメ
2014年4月より2015年3月までテレビ東京系列で放送。ヒーローバトルのシーンはCGによるトゥーンレンダリングで描かれているが、バトル中にコミカルなシーンが入ると2Dで描かれることも多い。26話までは『ヒーローバンク』のストーリー、27話以降は『ヒーローバンク2』のストーリーが基になっている（最終回近くのストーリー展開はアニメオリジナル）。
劇中ではカイトがやたらと「ケツ」という下ネタ的なセリフを多用するアニメ独自の演出が目立つ。

### スタッフ
- 原作 - セガ（テレビアニメ版では一社提供として扱われる）
- 原作・製作総指揮 - 名越稔洋
- エグゼクティブプロデューサー - 佐々木絵美
- プロデューサー - 白石誠、中山雅弘→菊地等、今井陽介→原裕和
- 監督 - 山本靖貴
- シリーズ構成 - 冨岡淳広
- キャラクターデザイン・総作画監督 - 米澤優
- プロップデザイン - 森木靖泰
- 色彩設計 - 手塚明美
- 美術監督 - 加藤恵
- 美術設定 - 金城沙綾
- CG監督 - 吉原宏一郎、星野申匡
- 撮影監督 - 上條智也
- 編集 - 長坂智樹
- 音楽 - 立山秋航
- 音響監督 - 高寺たけし
- 音楽制作 - トムスミュージック、ハイキックエンタテイメント
- チーフアニメーションプロデューサー - 鶴木洋介
- アニメーションプロデューサー - 片桐秀介
- アニメーション制作 - TMS/8PAN
- 製作 - テレビ東京、ヒーローバンクプロジェクト

### 主題歌
オープニングテーマ
「かせげ!ジャリンコヒーロー」（第1話 - 第26話）
作詞 - 浅野尚志、結城昌弘 / 作曲・編曲 - 浅野尚志 / 歌 - 角田信朗
第1話ではエンディングテーマとして、第26話、第50話では挿入歌として使用（3DS版でも主題歌として使用）。
「かせげ!ジャリンコヒーロー with がっぽり仮面女子」（第28話 - 第51話）
作詞 - 浅野尚志、結城昌弘 / 作曲・編曲 - 浅野尚志 / 歌 - 角田信朗・がっぽり仮面女子（岡本柚果、川村虹花、坂本舞奈、水沢まい、百瀬ひとみ）
第27話ではエンディングテーマとして使用（3DS版『2』でも主題歌として使用）。
エンディングテーマ
「サヨナラマタイツカ」（第2話 - 第26話、第51話）
作詞・作曲・編曲 - Sweep / 歌 - meg
3DS版「2」ではエンディングテーマで使用
「SARB」（第28話 - 第50話）
作詞 - High Speed Boyz & fazerock / 作曲・編曲 - High Speed Boyz & R_Men_Soul / 歌 - High Speed Boyz

### 各話リスト
| 話数   | サブタイトル                                        | 脚本       | 絵コンテ   | 演出            | 作画監督                                    | 放送日        |
| ------ | --------------------------------------------------- | ---------- | ---------- | --------------- | ------------------------------------------- | ------------- |
| 第1話  | じゃりん じゃりん \ エンター・ザ・ゴールド登場!!    | 冨岡淳広   | 山本靖貴   | ふくだのりゆき  | 関口亮輔、ふくだのりゆき                    | 2014年 4月7日 |
| 第2話  | スナイプ大そうじ \ 天野ナガレの決意!!               | 冨岡淳広   | 荒川眞嗣   | 小野田雄亮      | 小澤円、小山知洋                            | 4月14日       |
| 第3話  | めざせ100億円 \ ヒーローウォーズ開幕!!              | 山下憲一   | 中村憲由   | 中村憲由        | 飯飼一幸、田内あやこ                        | 4月21日       |
| 第4話  | 危うし \ カイトのリーゼント!!                       | 真藤ユキヲ | 平野俊貴   | 前園文夫        | 菅原浩喜、小川一郎                          | 4月28日       |
| 第5話  | 爆釣り \ ウオザムライ見参!!                         | 久尾歩     | 大久保政雄 | 大久保政雄      | 大沢美奈                                    | 5月5日        |
| 第6話  | 居残り大パニック \ 黒猫シャドーキティ!!             | 下山健人   | 臼田美夫   | サトウ光敏      | 徳田夢之助                                  | 5月12日       |
| 第7話  | ガッポリカンパニー解散 \ おちゃつみバトルロイヤル!! | 冨岡淳広   | 荒川眞嗣   | 吉田俊司        | 小山知洋                                    | 5月19日       |
| 第8話  | 蒼い衝撃 \ ザ・ドミニオン・ダラー!!                 | 山下憲一   | 田頭しのぶ | 小野田雄亮      | 小澤円、しまだひであき                      | 5月26日       |
| 第9話  | 燃え上がれ \ 豪勝カイトの大特訓!!                   | 久尾歩     | 中村憲由   | 中村憲由        | 飯飼一幸                                    | 6月2日        |
| 第10話 | 守れ \ 湯煙温泉テンショック!!                       | 真藤ユキヲ | 平野俊貴   | 津田義三        | 嘉村弘之、白石悟 臼田美夫                   | 6月9日        |
| 第11話 | 百発百チューッ \ 占いバトルで大騒動だケド!!         | 下山健人   | 西森章     | 原田奈奈        | 大沢美奈                                    | 6月16日       |
| 第12話 | 鋼の漢（おとこ） \ キンテツ!!                       | 久尾歩     | 若野哲也   | 前園文夫        | 菅原浩喜、小川一郎                          | 6月23日       |
| 第13話 | キラッと降臨 \ デボラ貴崎!!                         | 冨岡淳広   | 荒川眞嗣   | サトウ光敏      | 関本美穂、森下勇輝 松崎嘉克                 | 6月30日       |
| 第14話 | 兆神速 \ エンター・ザ・スピード!!                   | 冨岡淳広   | 平野俊貴   | 吉田俊司        | 小山知洋                                    | 7月7日        |
| 第15話 | 場外疾走 \ 追いつけ追いこせ引っこぬけ!!             | 真藤ユキヲ | 中村憲由   | 中村憲由 本間修 | 飯飼一幸                                    | 7月14日       |
| 第16話 | 波乱の転校生 \ 龍里千!!                             | 山下憲一   | 西森章     | 小野田雄亮      | 小澤円                                      | 7月21日       |
| 第17話 | 2回戦 \ 大人は大人で大変なんだ!!                    | 下山健人   | 大久保政雄 | 大久保政雄      | 小山知洋、橋口淳一郎 菅野智之               | 7月28日       |
| 第18話 | 重装 \ ザ・ドストルーブルスキー!!                   | 下山健人   | 大宙征基   | 斉藤啓也        | しまだひであき、斉藤和也                    | 8月4日        |
| 第19話 | 冷酷無残 \ ザ・ムゲン・ウラドラ暴走!!               | 真藤ユキヲ | 西森章     | 前園文夫        | 菅原浩喜、小川一郎                          | 8月11日       |
| 第20話 | 一刀両断 \ ナガレVS一心!!                           | 久尾歩     | 臼田美夫   | 清水明          | 吉田肇、泉明宏 白石悟                       | 8月18日       |
| 第21話 | 準決勝 \ 金がなくてもニッコリ0円!!                  | 山下憲一   | 平野俊貴   | 吉田俊司        | 大沢美奈                                    | 8月25日       |
| 第22話 | 決勝戦 \ ゴールドVSドミニオン!!                     | 山下憲一   | 中村憲由   | 本間修          | 飯飼一幸                                    | 9月1日        |
| 第23話 | 世紀の一戦 \ 挑めセガリオン!!                       | 真藤ユキヲ | 田頭しのぶ | 羽鳥潤          | 久保川美明、伊東英樹 加藤愛                 | 9月8日        |
| 第24話 | 現金消滅 \ マネーゴーストの逆襲!!                   | 冨岡淳広   | 大久保政雄 | 宇根信也        | 菅野智之、小澤円                            | 9月15日       |
| 第25話 | 兆爆誕 \ エンター・ザ・ヒーロー!!                   | 久尾歩     | 荒川眞嗣   | 小野田雄亮      | 小山知洋                                    | 9月22日       |
| 第26話 | 決着 \ 最初で最後の大ゲンカ!!                       | 下山健人   | 平野俊貴   | 斉藤啓也        | 斉藤和也、橋口淳一郎 しまだひであき         | 9月29日       |
| 第27話 | お金の妖精 \ ブーチョッキンじゃきん!!               | 山下憲一   | 西森章     | 前園文夫        | 菅原浩喜、服部憲知                          | 10月6日       |
| 第28話 | 敵か味方か \ 桜田セキト!!                           | 久尾歩     | 田頭しのぶ | 吉田俊司        | 大沢美奈、菅野智之                          | 10月13日      |
| 第29話 | ゼニこそ力 \ 天王寺龍牙上陸!!                       | 真藤ユキヲ | 中村憲由   | 中村憲由        | 飯飼一幸、古池敏也                          | 10月20日      |
| 第30話 | 倒せ七服神 \ カイトは特命エージェント!!             | 冨岡淳広   | 平野俊貴   | 清水明          | 泉明宏、白石悟 容洪                         | 10月27日      |
| 第31話 | 大阪シュッチョー \ その男、大河!!                   | 下山健人   | 荒川眞嗣   | 羽鳥潤          | 今野幸一、大川美穂子                        | 11月3日       |
| 第32話 | 業務提携 \ 維新漁馬ぜよ!!                           | 山下憲一   | 西森章     | 小野田雄亮      | 小山知洋、橋口淳一郎                        | 11月10日      |
| 第33話 | 兆進化 \ エンター・ザ・プライズ!!                   | 冨岡淳広   | 大宙征基   | 斉藤啓也        | しまだひであき、小澤円 菅野智之             | 11月17日      |
| 第34話 | 激熱リベンジ \ カイトVS龍牙!!                       | 真藤ユキヲ | 西森章     | 宇根信也        | 斉藤和也、小山知洋 早川淳一                 | 11月24日      |
| 第35話 | 絶対服従 \ 虎井様の言う通り!!                       | 下山健人   | 平野俊貴   | 前園文夫        | 菅原浩喜、小川一郎 菊池勝則                 | 12月1日       |
| 第36話 | 沖縄シュッチョー \ マネー・オブ・ザ・デッド!!       | 久尾歩     | 中村憲由   | 中村憲由        | 飯飼一幸                                    | 12月8日       |
| 第37話 | 最強タッグ結成 \ カイト&セキト!!                    | 山下憲一   | 西澤晋     | 吉田俊司        | 大沢美奈                                    | 12月15日      |
| 第38話 | 広島シュッチョー \ 仁義なきマネーバトル!!           | 真藤ユキヲ | 田頭しのぶ | 小野田雄亮      | 小山知洋、小澤円 菅野智之、橋口淳一郎       | 12月22日      |
| 第39話 | 差し押さえロボ \ 弁天王!!                           | 冨岡淳広   | 西森章     | 羽鳥潤          | 今野幸一、大川美穂子                        | 2015年 1月5日 |
| 第40話 | 節約や正義 \ 名古屋ドケチ決戦!!                     | 久尾歩     | 荒川眞嗣   | 清水明          | 白石悟、吉田肇                              | 1月12日       |
| 第41話 | いざ東北へ \ トイレ奪還作戦!!                       | 下山健人   | 平野俊貴   | 斉藤啓也        | しまだひであき、早川淳一 斉藤和也、菅野智之 | 1月19日       |
| 第42話 | 漂流 \ 集まれガッポリカンパニー!!                   | 真藤ユキヲ | 西澤晋     | やまだたかお    | 内野明雄、中村統子                          | 1月26日       |
| 第43話 | ショック \ カイトは記憶喪失!!                       | 久尾歩     | 中村憲由   | 中村憲由        | 飯飼一幸、古池敏也                          | 2月2日        |
| 第44話 | 電脳霊界 \ カイト救出大作戦!!                       | 山下憲一   | 西森章     | 原田奈奈        | 大沢美奈                                    | 2月9日        |
| 第45話 | チョージョージョー \ プライズ・￥・ドラゴン!!       | 下山健人   | 荒川眞嗣   | 篠原啓輔        | 菅野智之、小澤円                            | 2月16日       |
| 第46話 | 昇進 \ セキトはいったい何部長!?                     | 久尾歩     | 辻初樹     | 前園文夫        | 菅原浩喜、菊池勝則                          | 2月23日       |
| 第47話 | リスキーバトル \ 桜田セキトを救い出せ!!             | 真藤ユキヲ | 平野俊貴   | 羽鳥潤          | 今野幸一、大川美穂子                        | 3月2日        |
| 第48話 | 最後の七服神 \ リスキー・ザ・人生!!                 | 山下憲一   | 斉藤啓也   | 斉藤啓也        | 小山知洋、斉藤和也 菅野智之、橋口淳一郎     | 3月9日        |
| 第49話 | 仰天 \ マネートルネードでスッポンポン!!             | 冨岡淳広   | 中村憲由   | 中村憲由        | 飯飼一幸、古池敏也                          | 3月16日       |
| 第50話 | 友情合体 \ ジ・エンドル・ミリオン!!                 | 冨岡淳広   | 西森章     | 吉田俊司        | 内野明雄、中村統子                          | 3月23日       |
| 第51話 | ニッコリ0円 \ 俺たちはガッポリカンパニー!!          | 冨岡淳広   | 平野俊貴   | 山本靖貴        | 大沢美奈、細木隆浩 橋口淳一郎、小澤円       | 3月30日       |

※2014年12月29日は『住んでる人が見たい!世界の超!絶景ハウス3』（18:00 - 21:00）のため休止。

### 放送局
| 放送地域       | 放送局         | 放送期間                     | 放送日時           | 放送系列              | 備考                 |
| -------------- | -------------- | ---------------------------- | ------------------ | --------------------- | -------------------- |
| 関東広域圏     | テレビ東京     | 2014年4月7日 - 2015年3月30日 | 月曜 18:30 - 18:57 | テレビ東京系列        | 製作局               |
| 北海道         | テレビ北海道   | 2014年4月7日 - 2015年3月30日 | 月曜 18:30 - 18:57 | テレビ東京系列        |                      |
| 愛知県         | テレビ愛知     | 2014年4月7日 - 2015年3月30日 | 月曜 18:30 - 18:57 | テレビ東京系列        |                      |
| 大阪府         | テレビ大阪     | 2014年4月7日 - 2015年3月30日 | 月曜 18:30 - 18:57 | テレビ東京系列        |                      |
| 岡山県・香川県 | テレビせとうち | 2014年4月7日 - 2015年3月30日 | 月曜 18:30 - 18:57 | テレビ東京系列        |                      |
| 福岡県         | TVQ九州放送    | 2014年4月7日 - 2015年3月30日 | 月曜 18:30 - 18:57 | テレビ東京系列        |                      |
| 日本全域       | BSジャパン     | 2014年4月9日 - 2015年4月1日  | 水曜 17:30 - 18:00 | テレビ東京系列 BS放送 | TXN系列局より2日遅れ |

### DVD
| 巻 | 発売日         | 収録話          | 規格品番 |
| -- | -------------- | --------------- | -------- |
| 1  | 2014年8月27日  | 第1話 - 第4話   | HSB-0257 |
| 2  | 2014年9月26日  | 第5話 - 第8話   | HSB-0259 |
| 3  | 2014年10月22日 | 第9話 - 第12話  | HSB-0261 |
| 4  | 2014年11月27日 | 第13話 - 第16話 | HSB-0263 |
| 5  | 2014年12月19日 | 第17話 - 第20話 | HSB-0265 |
| 6  | 2015年1月28日  | 第21話 - 第24話 | HSB-0267 |
| 7  | 2015年2月25日  | 第25話 - 第28話 | HSB-0269 |
| 8  | 2015年3月25日  | 第29話 - 第32話 | HSB-0271 |
| 9  | 2015年4月22日  | 第33話 - 第36話 | HSB-0273 |
| 10 | 2015年5月27日  | 第37話 - 第40話 | HSB-0275 |
| 11 | 2015年6月24日  | 第41話 - 第44話 | HSB-0277 |
| 12 | 2015年7月23日  | 第45話 - 第48話 | HSB-0279 |
| 13 | 2015年8月26日  | 第49話 - 第51話 | HSB-0281 |

## ヒーローバンク・アーケード
セガ・インタラクティブ（2015年3月まではセガ）から、『ヒーローバンク アーケード』の題名で2014年7月2日より順次稼働開始。ALL.Netモバイル対応。内容は専用筐体によるトレーディングカードアーケードゲームで、カードはオンデマンドで発行されるが、使用されるカードはモンスター烈伝 オレカバトルなどのような光沢紙ではなく専用の用紙である。
アニメエピソードと連動したミッションが配信されるほか、同社のサウンドコンポーザー光吉猛修が実況を担当。専用のキャラクターイラストも用意されている。
また、玩具として発売されるバンクフォンGやフィギュア、3DS版ゲームと連動でキャラクターの育成も可能（筐体の外部カメラを使用してデータの読み込みが可能となっている）。
稼働開始当初はカードの装填に失敗するエラーが多発したため、筐体へのカード装填枚数を600枚から300枚へ引き下げるよう注意喚起を行ったり、セガが代替品カードを用意する事態となった。
2015年7月に順次稼働終了。筐体は一部改造を行った上で新甲虫王者ムシキングに流用された。